# Lilly island
Lilly island（リリーアイランド、4月6日 - ）は、日本の女性芸術家。ネイチャーアーティスト。インスタグラマー。フォトグラファー。動画クリエイター。

## 経歴
宮城県生まれ宮城県育ち。蔵王(刈田郡蔵王町)を拠点とし自然との共存をテーマに個性的なパフォーマンスで写真や動画で表現。
その世界観は国内外問わず若者を中心に広まり支持を得ている。2020年水着ブランドSanLorenzo アンバサダー就任、同年スキーウェアブランドOosc clothingアンバサダー就任。
自然の魅力を表現、活動中。また、2児の母であり、2002年からアンスクーリングを取り入れる。
日本では珍しい教育を積極的に取り組み、新しい教育の形を見出している。現在インスタグラムのフォロワー数は68,000人超えとなっている。
2020年10月、蔵王にペンション購入。より自然と近い環境でアンスクーリング、そしてネイチャーアートを追求している。
同年10月、自身初のネイチャーツアーを開始。

## 人物
- 誕生日 - 4月6日
- 身長 - 158cm
- 趣味 - ジム、筋トレ
- 特技 - 英会話、オリジナル花冠製作
- 資格 - ZUMBAインストラクター

## 略歴
アンバサダー
- 2020年　SanLorenzo
- 2020年　Oosc clothing
- 2021年　Pit Viper
- 2021年　Elly Pistol
- 2022年　Kemper Snow Boards

写真提供
- 2021年　すみかわスノーパークパンフレット及びホームページ掲載
- 2021年　フジテレビ　オーストラリアドローン映像

雑誌掲載
- 2022年　日之出出版　SNOW ANGEL 2022-2023